# Horizonte, Chiapas
Horizonte är en ort i Mexiko.   Den ligger i kommunen Frontera Comalapa och delstaten Chiapas, i den sydöstra delen av landet, 900 km sydost om huvudstaden Mexico City. Horizonte ligger 589 meter över havet och antalet invånare är 245.
Terrängen runt Horizonte är platt åt sydväst, men åt nordost är den kuperad. Runt Horizonte är det ganska tätbefolkat, med 83 invånare per kvadratkilometer. Närmaste större samhälle är Nuevo Llano Grande, 6,8 km öster om Horizonte. Omgivningarna runt Horizonte är en mosaik av jordbruksmark och naturlig växtlighet.